# Denée (Maine-et-Loire)
Denée é uma comuna francesa na região administrativa da Pays de la Loire, no departamento de Maine-et-Loire. Estende-se por uma área de 15,6 km². Em 2010 a comuna tinha 1 411 habitantes (densidade: 90,4 hab./km²).